# Licenza per pesci
Licenza per pesci (Fish Licence) è uno sketch del Monty Python's Flying Circus trasmesso nel decimo episodio della seconda serie nel 1970.

## Lo sketch
Lo sketch è ambientato in un ufficio postale dove entra Mr. Eric Praline (John Cleese). Quest'ultimo chiede a un impiegato che vuole fare una licenza per pesci e l'impiegato, che sta lavorando, gli indica l'altro sportello. Praline, dopo aver fatto un monologo sui "falsi cartelli" dell'ufficio postale, va nell'altro sportello dove c'è un altro impiegato (Michael Palin). Praline chiede all'impiegato se può fargli una licenza per il suo sgombro domestico di nome Eric e l'impiegato, incredulo, gli dà del matto. Praline, offeso, gli risponde che non è matto, e che anche Sir Gerald Nabarro aveva una licenza per il suo cane e per il suo gatto. L'impiegato, sempre più incredulo. gli dice che non esiste una licenza per gatti, Praline risponde che invece l'ha, e gliela mostra. L'impiegato gli fa notare che in realtà quella è una licenza per cani con la parola "cane" barrata e con la parola "gatto" scritta di fianco. Praline gli spiega che l'impiegato del furgone dell'"accalappiagatti" non aveva il modulo giusto. L'impiegato gli chiede di quale furgone dell'"accalappiagatti" stava parlando e Praline gli risponde che era il furgone del Ministero della sanità e che quest'ultimo, con delle antenne sul furgone, aveva rintracciato Eric il gatto in un raggio di 500 metri e che Praline lo aveva pagato sessanta sterline, più otto sterline per il toporagno (anche questo chiamato Eric). L'impiegato gli dice che è assurdo che tutti i suoi animali si chiamino Eric e Praline, offeso, gli risponde che non c'è niente di strano e che anche Kemal Ataturk aveva tanti animali di nome Abdul. L'impiegato ci crede, Praline gli chiede se può fargli la licenza, l'impiegato gli risponde di no e Praline, spazientito, che vorrebbe una dichiarazione dal sindaco. Lo sketch finisce nel momento in cui arriva il sindaco, alto tre metri, con i dignitari intorno a lui e firma l'ordinanza a un incredulo Praline mentre l'impiegato, sempre più incredulo, rimane a guardare.

## Negli album
Lo sketch, negli album dei Python, finisce con Praline che canta la canzone Eric the Half-a-Bee.